# Di tích chiến thắng Tua Hai
Di tích chiến thắng Tua Hai là một khu di tích nằm tại ấp Tua Hai, xã Châu Thành, tỉnh Tây Ninh, nằm về hướng Bắc cách phường Tân Ninh khoảng 7 km và khoảng 120 km nằm về hướng Tây Bắc với trung tâm tỉnh Tây Ninh. Những năm 1960, nơi đây được xem là bắt đầu cho phong trào Đồng Khởi ở Tây Ninh và của cả Đông Nam Bộ.
Đến ngày 23 tháng 7 năm 1993, Di tích chiến thắng Tua Hai đã được Bộ Văn hóa - Thể thao (nay là Bộ Văn hóa, Thể thao và Du lịch) công nhận là di tích lịch sử văn hóa cấp quốc gia theo Quyết định số 937/QĐ-BT. Ngày 26 tháng 1 hàng năm được xem là ngày kỷ niệm Chiến thắng Tua Hai.

## Lịch sử
Thuật ngữ "tua" bắt nguồn từ "la tour" trong tiếng Pháp có nghĩa là "tòa tháp", và Tua Hai (Tháp Canh Thứ Hai) vốn là một chốt quân sự đã tồn tại từ thời kỳ Chiến tranh Đông Dương được xây dựng vào năm 1948 theo Kế hoạch De La Tour của vị Thống đốc quản lý xứ thuộc địa Nam Kỳ tại thời điểm đó là Pierre Boyer de Latour.
Vào lúc 0 giờ 30 phút, ngày 26 tháng 1 năm 1960, lực lượng vũ trang miền Đông Nam Bộ đã mở cuộc tiến công vào căn cứ Tua Hai, nơi đồn trú của Trung đoàn 32, Sư đoàn 21 quân đội Sài Gòn. Kết quả, lực lượng vũ trang miền Đông Nam Bộ đã tiêu diệt 76 lính và thả tại chỗ hơn 400 quân, thu hàng ngàn súng các loại của Việt Nam Cộng hòa, trong khi đó phe lực lượng vũ trang miền Đông Nam Bộ 7 người chết. Chiến thắng này được chính quyền Việt Nam Dân chủ Cộng hòa sau này gọi là trận tiến công quân sự có quy mô lớn nhất tại chiến trường Nam Bộ kể từ sau khi Hiệp định Genève được ký kết.
Ngày 23 tháng 7 năm 1993, Di tích chiến thắng Tua Hai đã được Bộ Văn hóa - Thể thao (nay là Bộ Văn hóa, Thể thao và Du lịch) công nhận là di tích lịch sử văn hóa cấp quốc gia theo Quyết định số 937/QĐ-BT. Đến năm 2020, Lễ kỷ niệm 60 năm Chiến thắng Tua Hai đã được tổ chức tại Tây Ninh.